# Harzer Grenzweg
Der Harzer Grenzweg ist ein 2006 eingerichteter, ausgeschilderter und thematisch markierter Streckenwanderweg im Harz.

## Verlauf
Der Weg führt über knapp 91,4 Kilometer entlang des früher Todesstreifen genannten Kontrollstreifens der ehemaligen innerdeutschen Grenze. Sein Höhenprofil erstreckt sich von den Okerauen aus über etwa 1000 Höhenmeter und erschließt einen Teil des etwa 1400 km langen Naturschutzprojekts Grünes Band Deutschland. Ausgeschildert ist er mit einem grünen G für Grenzweg auf weißem Grund.
Der Harzer Grenzweg beginnt am Grenzturm bei Rhoden und führt von dort aus nach Abbenrode, um im weiteren Verlauf den Brocken zu überqueren. Weitere Ortschaften entlang des Weges sind Braunlage, Sorge, Hohegeiß, Zorge, Walkenried und Bad Sachsa, bevor er in Tettenborn am Grenzlandmuseum endet.
In den Höhenlagen muss bereits ab der zweiten Augusthälfte wieder mit Nachtfrösten gerechnet werden.
In das System der Harzer Wandernadel ist der Harzer Grenzweg mit 20 Stempelstellen und mit einem eigenen Themenabzeichen einbezogen; darunter befindet sich auch der Rastplatz Kaffeehorst unter der Bezeichnung Grenzweg am Kaffeehorst als Nr. 18. Auf dem Brocken kreuzt der Harzer Grenzweg den Harzer Hexenstieg und den Teufelsstieg.

## Sehenswürdigkeiten am Weg
- Eckertalsperre
- Brockenbahn
- Grenzmuseum Sorge
- Grenzlandmuseum Bad Sachsa